# Genlisea repens
Genlisea repens este o specie de plante carnivore din genul Genlisea, familia Lentibulariaceae, ordinul Lamiales, descrisă de Benj.. Conform Catalogue of Life specia Genlisea repens nu are subspecii cunoscute.